# Inger Wedell
Inger Dorte lensgrevinde Wedell(-Wedellsborg), født komtesse Krag-Juel-Vind-Frijs (26. juni 1885 på Frijsenborg – 12. juli 1975) var en dansk godsejer og overhofmesterinde, gift med Julius Wedell og mor til Tido Wedell.
Hun var datter af kammerherre, lensgreve Mogens Krag-Juel-Vind-Frijs og hustru Fritze f. komtesse Danneskiold-Samsøe og blev gift 26. januar 1907 med kammerherre, hofjægermester, lensgreve Julius Wedell, søn af kammerherre, lensgreve Bendt Wedell og hustru Marie f. komtesse Knuth. Hendes fader havde ingen sønner, og derfor var hun fra 1923 til 1958 besidder af det tidligere grevskab Frijsenborg, som efter hendes død overgik til slægten Wedell-Wedellsborg.
Inger Wedell var overhofmesterinde hos H.M. Dronning Alexandrine 1935-52, formand for Komtesse Agnes Frijs' Stiftelse og præsident for Selskabet til Håndarbejdets Fremme 1947-56.